# ホルムズ占領 (1622年)
1622年のホルムズ占領（ホルムズせんりょう、英語: Capture of Ormuz）は、イングランド・ペルシア軍が10週間の包囲を経て、ポルトガル王国領のホルムズ島を占領した戦闘。この占領により、ペルシア湾を経由するイングランド・ペルシア間の貿易が可能になった。この占領以前はポルトガルのアフォンソ・デ・アルブケルケが1507年にホルムズ城を占領して以来、1世紀以上維持し、ヨーロッパとインド間の貿易を独占してきた。そのため、この1622年の占領は「勢力と貿易の均衡を大きく変えた」という。

## イングランド・ペルシア同盟
イングランド軍はイギリス東インド会社が派遣した5隻の戦船と4隻のピンネース。ペルシアはペルシア・ポルトガル戦争で長らくポルトガルと戦っており、ゲシュム島のポルトガル要塞を攻囲していたが、イングランドの援助が必要だった。サファヴィー朝のアッバース1世はイングランドと同盟したがって、ペルシア軍の指揮官イマーム・クリー・ハーン（アッラーヴェルディ・ハーンの子）はイングランドに絹貿易を保障して同盟を成立させた。同盟の内容は、ホルムズの戦利品を折半し、捕虜は信仰で両国に振り分け、イングランド艦隊の支出はペルシアが半分支払う、というものだった。

## 戦闘

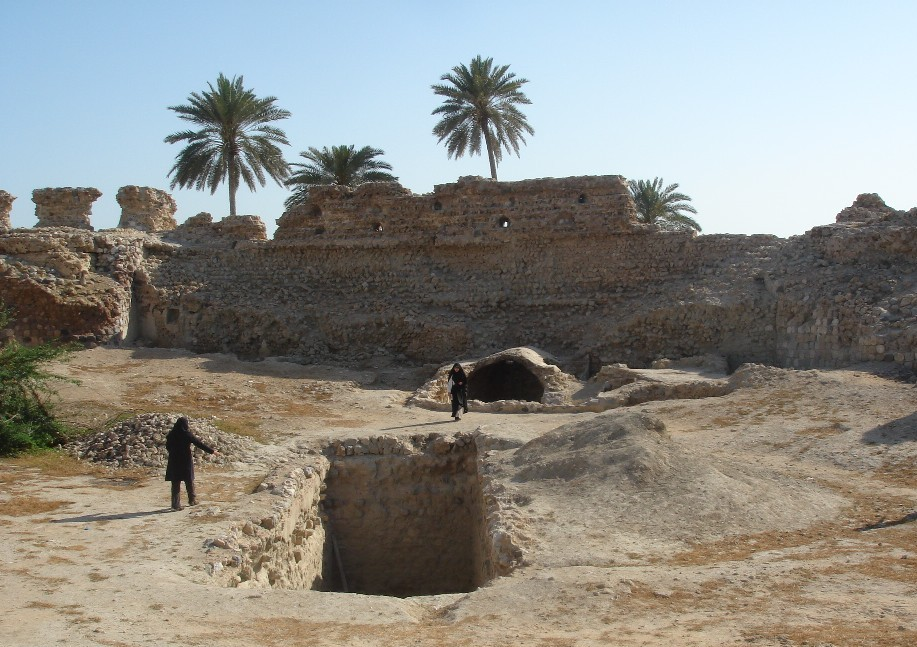
ゲシュム島にあるポルトガルの城砦

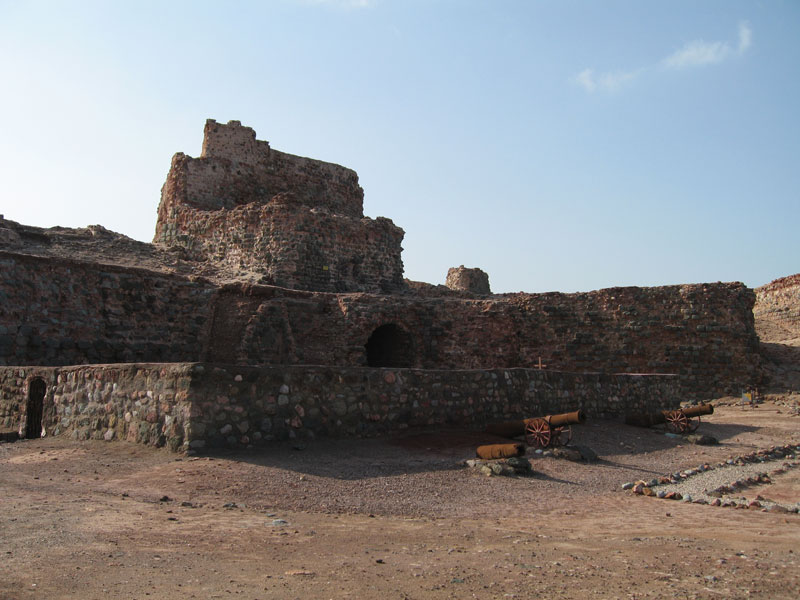
ホルムズ島にあるポルトガルの城砦

1月23日、イングランド艦隊はまず24キロ外のゲシュム島へ向かい、城塞を砲撃した。ポルトガル軍がすぐ降伏したためイングランドの被害は微少だったが、著名な探検家ウィリアム・バフィンを失った。
イングランドとペルシアの連合艦隊は続いてホルムズ島へ向かった。両軍は二手にわかれ、ペルシア軍が集落を占領した一方、イングランド軍は城塞を砲撃してポルトガル艦隊を撃沈し、これでホルムズが1622年4月2日に占領された。生き残ったポルトガル人はマスカットへ撤退した。
ポルトガルは1580年から1640年まで、スペインと同君連合の状態だったが、ポルトガルとイングランド正式には戦争状態にはいない。このためバッキンガム公はイギリス東インド会社を訴えようとしたが、ホルムズ占領で得た戦利品の10分の1にあたる1万ポンドを受け取ると、訴えを取り下げた。イングランド王ジェームズ1世が「スペイン人からの抗議は届けたのに、私への見返りが何もない」と愚痴をこぼすと、同じく1万ポンドを受け取ったという。

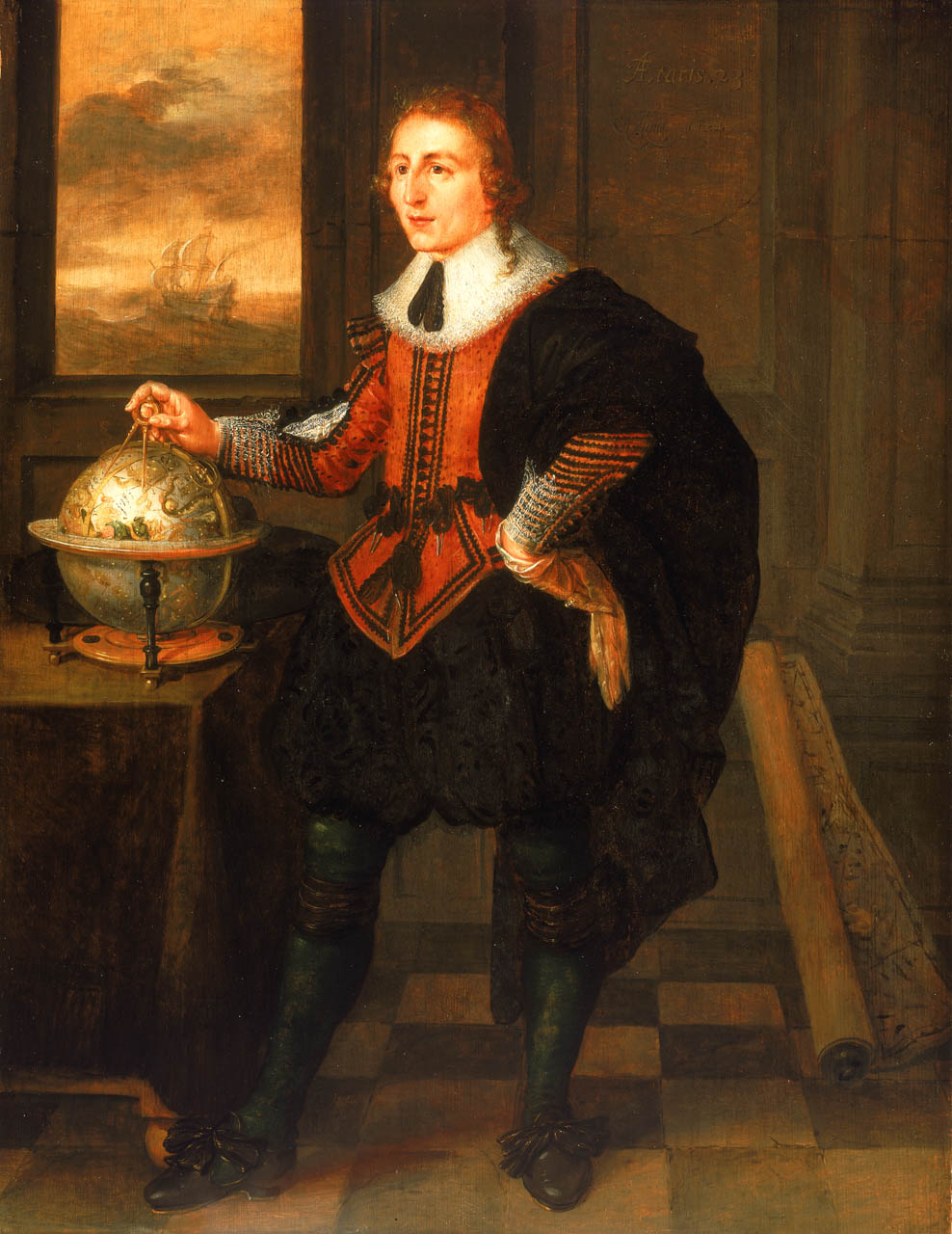
ウィリアム・バフィン、ゲシュム島の戦闘で砲弾にあたり死亡した。

ホルムズの占領により、イギリス東インド会社はペルシアとの貿易に前向きになった。イングランドの冒険家ロバート・シャーリーも機会に乗じようとし、東インド会社はイングランド織物をペルシアの絹と交換しようとしたが、ペルシア側の同意を得ることが困難を極めた。